# Холмы (Ямало-Ненецкий автономный округ)
Холмы — упразднённый посёлок в составе городского округа Ноябрьск Ямало-Ненецкого автономного округа России. Исключён из учётных данных в 2006 году.

## География
Располагался восточнее региональной дороги 71140Р-1-1 «Сургут — Салехард, участок Граница Ямало-Ненецкого автономного округа — Губкинский», на левобережье реки Итуяха, на расстоянии примерно 40 км по прямой к юго-западу от города Ноябрьск.

## История
Возник как вахтовый посёлок Холмогорский при Холмогорском нефтяном месторождении. В середине 1990-х посёлок был признан не перспективным. С 1997 года был начат процесс по переселению жителей в Ноябрьск, который был окончен в 2000 году.

## Население
| 1989 | 1996 | 2002 |
| ---- | ---- | ---- |
| 1476 | ↘400 | ↘0   |